# دانشگاه تحصیلات تکمیلی علوم پایه زنجان
دانشگاه تحصیلات تکمیلی علوم پایه زنجان (به انگلیسی: Institute for Advanced Studies in Basic Sciences) یک دانشگاه دولتی و مرکز تحقیقاتی پیشرفته است که در شمال شهر زنجان قرار دارد. این دانشگاه در سال ۱۳۷۱ توسط یوسف ثبوتی به عنوان «مؤسسه تحقیقات تکمیلی در علوم پایه» تأسیس شد. شد.

## تاریخچه

### تأسیس دانشگاه
دانشگاه تحصیلات تکمیلی علوم پایه زنجان در سال ۱۳۷۱ توسط یوسف ثبوتی و با همکاری محمدرضا خواجه پور به عنوان یک مرکز آموزش عالی و مرکز تحقیقاتی دولتی با نام «مؤسسه تحقیقات تکمیلی در علوم پایه» تأسیس شد. کار مرکز با تأسیس رشته فیزیک و پذیرش دانشجو در مقطع کارشناسی ارشد در سال ۱۳۷۲ آغاز شد. پس از یک سال و نیم دوره‌های کارشناسی ارشد ریاضیات و دکتری فیزیک نیز تأسیس گردید. در ابتدا کلاس‌های دانشگاه در مرکز موقتی به مساحت پنج هزار و پانصد متر در شمال شهر زنجان برگزار می‌شد. احداث پردیس اصلی دانشگاه از سال ۱۳۷۴ در زمینی به مساحت ۸۵ هکتار در کنار دانشگاه علوم پزشکی زنجان در شمال شهر زنجان آغاز گردید. با اتمام ساخت دانشکده فیزیک در سال ۱۳۸۰ کلاس‌های دانشگاه به پردیس اصلی منتقل شدند.

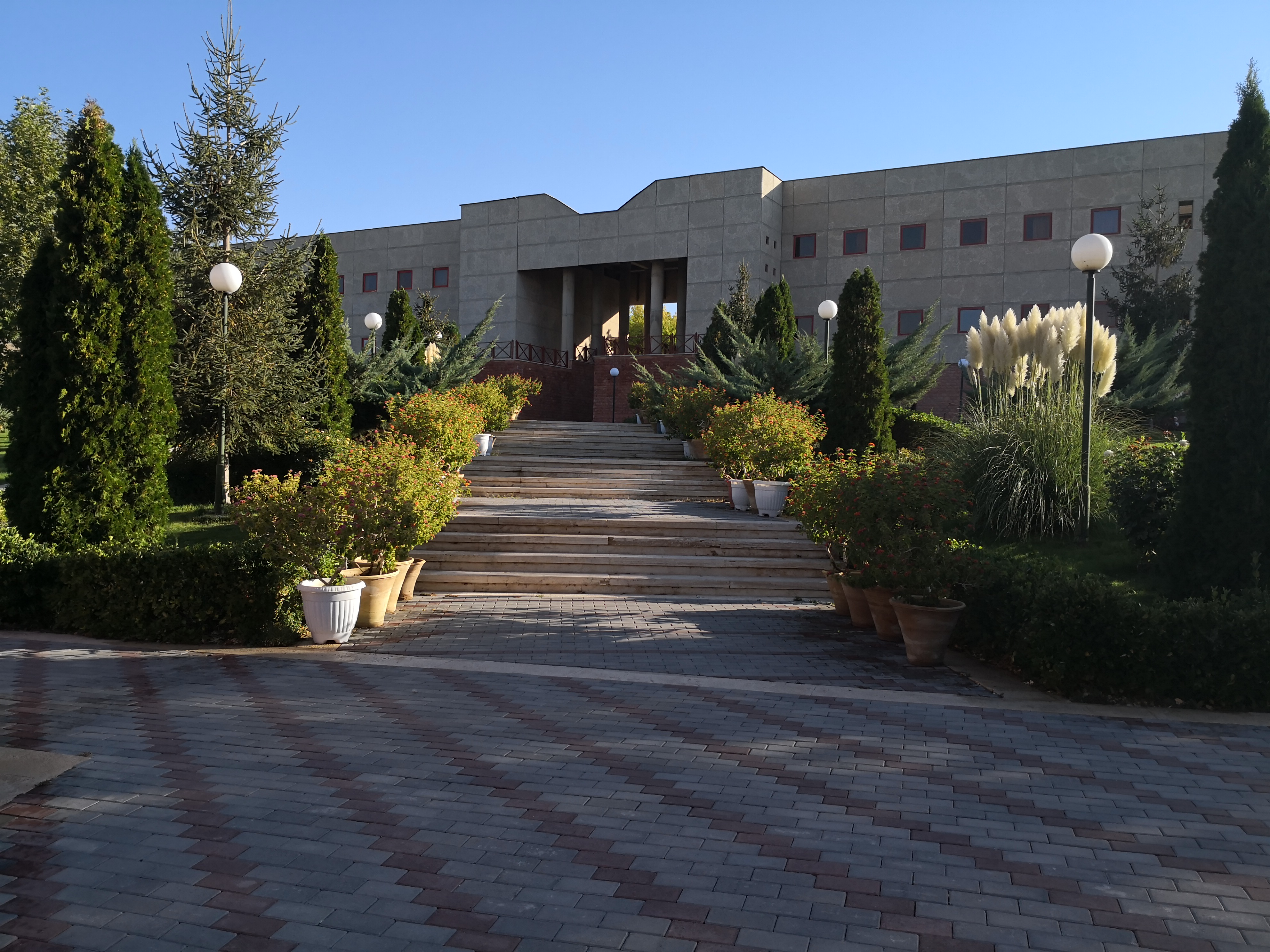
دانشگاه تحصیلات تکمیلی علوم پایه زنجان

### شورای مشورتی بین‌المللی
دانشگاه تحصیلات تکمیلی در ابتدا با یک شورای مشورتی بین‌المللی تشکیل شد تا اساتید عضو آن، دانشگاه را در زمینه پژوهش، تأسیس شاخه‌های جدید، جذب محققان برجسته و همکاری‌های بین‌المللی یاری کنند. همچنین اعضای این شورا عملکرد دانشگاه را ارزیابی می‌کردند.
| استاد                  | دانشگاه                         | کشور         |
| ---------------------- | ------------------------------- | ------------ |
| فاروق ال یاز           | دانشگاه بوستون                  | ایالات متحده |
| عظیم باروت             | دانشگاه کلورادو                 | ایالات متحده |
| ناصر پیغمبریان         | دانشگاه آریزونا                 | ایالات متحده |
| سوبرامانیان چاندراسکار | دانشگاه شیکاگو                  | ایالات متحده |
| سیف اله رنجبر دایمی    | مرکز بین‌المللی فیزیک نظری       | ایتالیا      |
| گویند سواروپ           | مرکز تحقیقات اخترفیزیک          | هند          |
| محمد عبدالسلام         | مرکز بین‌المللی فیزیک نظری       | ایتالیا      |
| مهران کاردر            | انستیتو تکنولوژی ماساچوست       | ایالات متحده |
| جان کلارک              | دانشگاه واشینگتن                | ایالات متحده |
| سانگ سولی              | انستیتو پیشرفته علوم و تکنولوژی | کره جنوبی    |
| بهرام مشحون            | دانشگاه میسوری                  | ایالات متحده |
| مودمبای ناراسیمان      | مرکز بین‌المللی فیزیک نظری       | ایتالیا      |
| کامران وفا             | دانشگاه هاروارد                 | ایالات متحده |
| ون دن هوول             | دانشگاه آمستردام                | هلند         |

## پردیس دانشگاه
پردیس اصلی دانشگاه در بلوار گاوازنگ در  شمال شهر زنجان قرار دارد. دانشگاه علوم پایه تنها دانشگاه‌ بدون دیوار و حصار در کشور است که عموم شهروندان می توانند آزادانه از محیط آن بازدید کنند. در این دانشگاه به تمامی دانشجویان دکتری دفاتر اختصاصی برای مطالعه داده می شود. همچنین دانشجویان می توانند ۲۴ ساعته و در تمام طول شبانه روز در محیط دانشگاه حاضر بوده و از امکانات استفاده کنند.

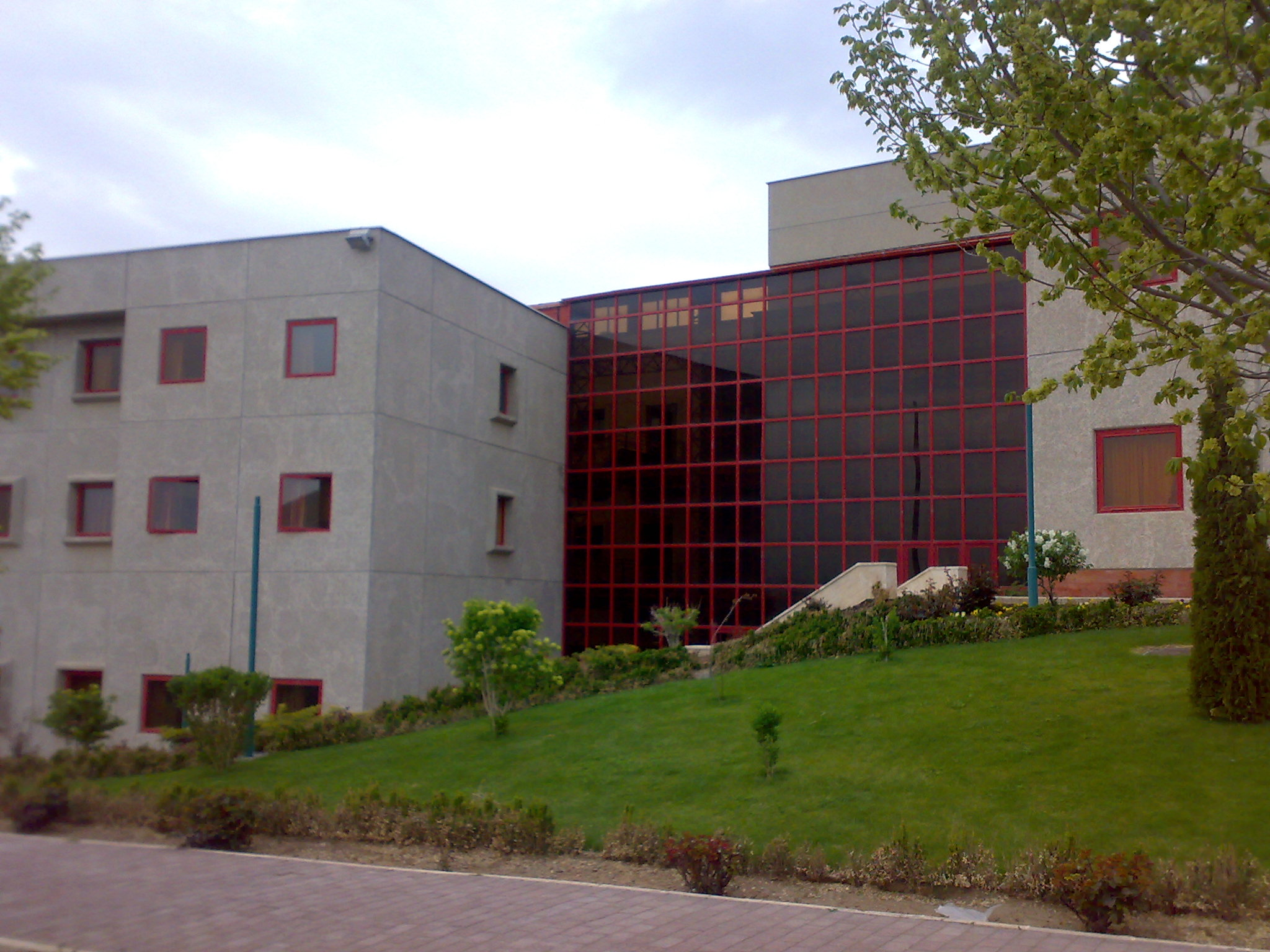
نمایی از دانشکده فیزیک

## دانشکده‌ها و رشته‌ها
دانشگاه تحصیلات تکمیلی علوم پایه زنجان از شش دانشکده، دو پژوهشگاه و مرکز آموزش زبان تشکیل شده‌است. همچنین «خانه علم زنجان» و «پارک علم و فناوری زنجان» از زیرمجموعه‌های این دانشگاه هستند. دانشگاه از لحاظ آموزشی به تربیت دانشجو در دوره‌های دکتری و کارشناسی ارشد در علوم پایه می‌پردازد و تنها رشته مقطع کارشناسی آن، رشته مهندسی کامپیوتر است. همچنین دانشگاه تحصیلات تکمیلی زنجان تنها دانشگاه کشور است که از مقاطع دیپلم و کارشناسی در رشته دکتری پیوسته فیزیک دانشجو جذب می‌کند.

### دانشکده فیزیک
دانشکده فیزیک به عنوان اولین دانشکده دانشگاه تحصیلات تکمیلی علوم پایه در راستای هدف اصلی دانشگاه برای پیشرفت دانش در زمینه علوم پایه در بهار ۱۳۷۲ با پذیرش دانشجو در مقطع کارشناسی ارشد کار خود را آغاز کرد. در سال ۱۳۷۵ دوره دکتری فیزیک با پذیرش اولین دانشجویان در شاخه‌های ماده چگال نظری، اخترفیزیک و فیزیک ریاضی راه‌اندازی شد. به فاصله کمی دوره کارشناسی ارشد در شاخه اپتیک تجربی ایجاد شد. در سال ۱۳۷۹ دوره ویژه دکتری پیوسته برای دانش‌آموزانی که رتبه‌های برتر در آزمون سراسری ورودی دانشگاه‌ها داشتند راه‌اندازی شد. دانشجویان پذیرفته شده در این دوره هفت ساله بعد از گذراندن درس‌های کارشناسی و تکمیلی، بدون انجام پروژه کارشناسی ارشد مستقیماً شروع به انجام پروژه دکتری خود می‌کنند.

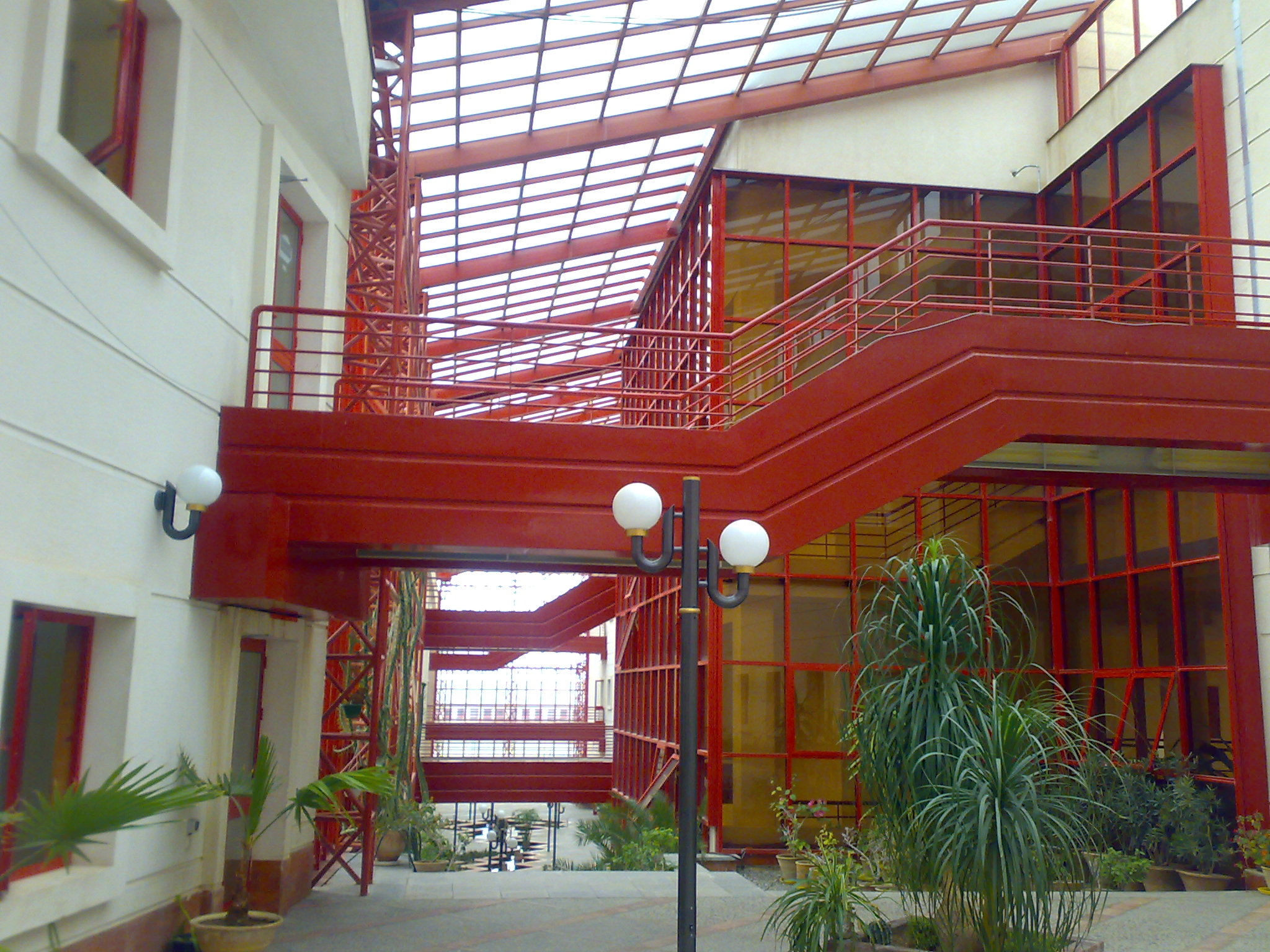
داخل دانشکده فیزیک دانشگاه تحصیلات تکمیلی علوم پایه زنجان

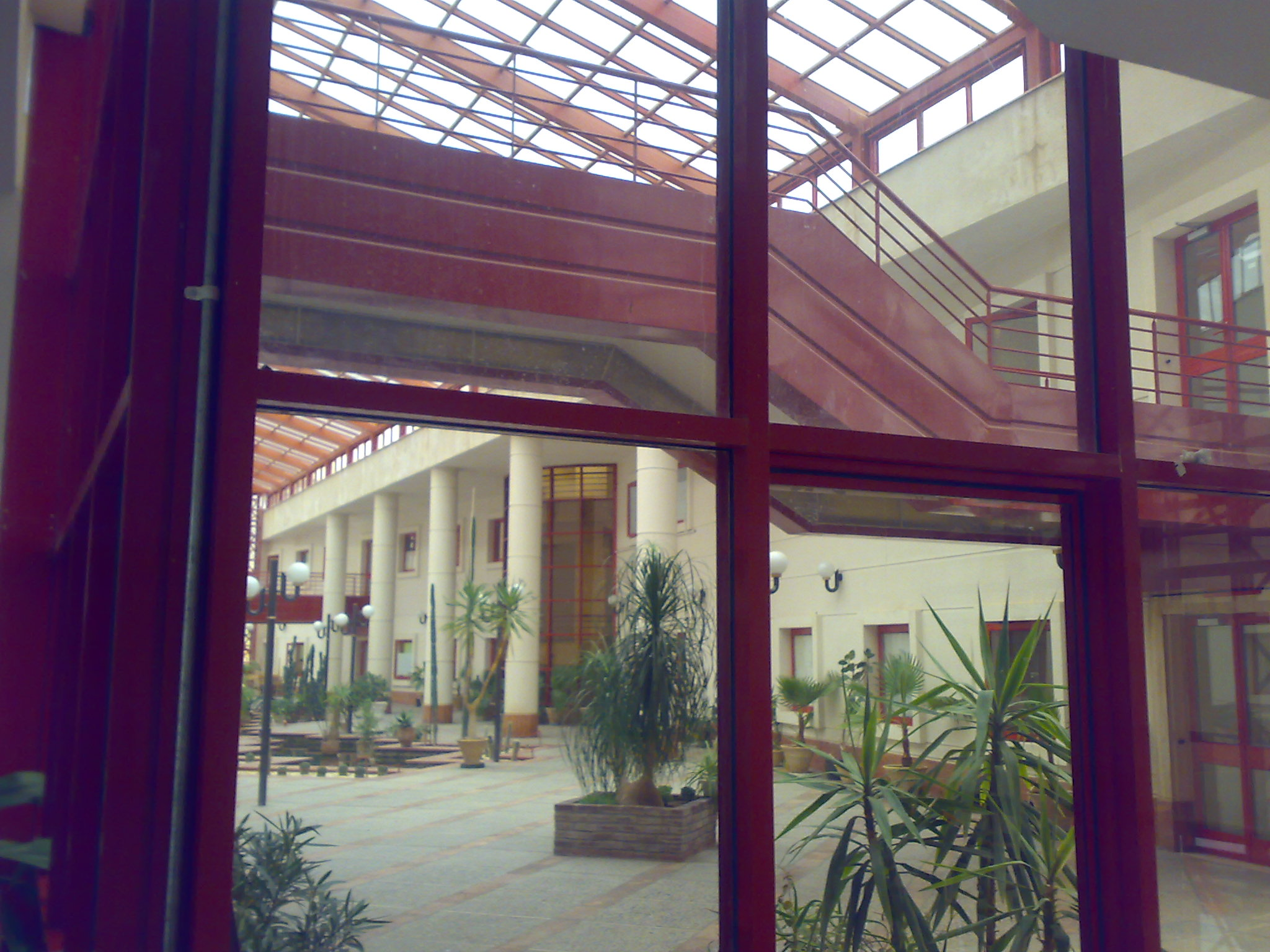
داخل دانشکده فیزیک دانشگاه تحصیلات تکمیلی علوم پایه زنجان

### دانشکده ریاضی
دانشکده ریاضی در سال ۱۳۷۳ تأسیس شد و اقدام به پذیرش دانشجوی کارشناسی‌ارشد در رشته‌های ریاضی محض و کاربردی نمود. دوره دکتری ریاضی نیز از سال ۱۳۸۲ آغاز شد. فعالیت‌های پژوهشی و آموزشی دانشکده ریاضی در زمینه‌های ریاضی محض، ریاضی کاربردی، ریاضی مالی و علوم کامپیوتر می‌باشد. در حال حاضر دانشکده ریاضی با دانشگاه‌هی بوردو ۱، گرنوبل، و پاریس ۶ فرانسه و موسسة ماکس پلانک آلمان دانشجوی دکتری مشترک دارد. همکاری‌های پژوهشی و تحقیقات مشترک با دانشگاه‌های متعددی از جمله دانشگاه پاریس-اورسی، مؤسسه اِل‌آرآی فرانسه، دانشگاه جنوا ایتالیا، مؤسسه یمپا برزیل، مؤسسه آلفرد رِنی مجارستان و مؤسسه تحقیقاتی کامپیوتر و اتوماسیون مجارستان و دانشگاه هاله آلمان انجام گرفته یا در حال انجام است.

### دانشکده شیمی
دانشکده شیمی، پس از ۷ سال از تأسیس دانشگاه تحصیلات تکمیلی علوم پایه زنجان، و در پاییز ۱۳۷۸ فعالیت رسمی خود را با ۵ دانشجوی کارشناسی ارشد و پنج عضو هیئت علمی آغاز نمود. دوره کارشناسی ارشد ابتدا در دو حوزه، شیمی تجزیه و شیمی آلی آغاز گردید و در زمستان سال ۱۳۸۴ اولین دوره دانشجویان دکتری شروع به تحصیل نمودند. در حال حاضر محققین در این دانشکده در گرایش‌های شیمی آلی، شیمی تجزیه، شیمی فیزیک، شیمی معدنی، نانو شیمی و شیمی پلیمرمشغول به آموزش و تحقیق می‌باشند.

### دانشکده علوم زمین
دانشکدهٔ علوم زمین متشکل از گروه‌های ژئوفیزیک، ژئودزی، تکتونیک، آب‌شناسی، پترولوژی و رسوب‌شناسی است. این دانشکده با تشکیل گروه ژئوفیزیک در سال ۱۳۷۸ در درون دانشکدهٔ فیزیک به وجود آمد. در سال ۱۳۸۳ دورهٔ کارشناسی ارشد ژئوفیزیک تأسیس شد. در سال ۱۳۹۱ دورهٔ دکتری ژئوفیزیک در دو رشته زلزله‌شناسی و ژئودزی‌گرانی و در سال ۱۳۹۲ دورهٔ کارشناسی ارشد زمین‌شناسی-تکتونیک راه‌اندازی شدند. پژوهش در دانشکده علوم زمین به‌طور عمده در زلزله‌شناسی، سایزموتکتونیک، ژئودینامیک، میدان‌های پتانسیل زمین، تکتونیک، رسوب‌شناسی، آبشناسی و پترولوژی متمرکز است.

### دانشکده علوم کامپیوتر و فناوری اطلاعات
دانشکده علوم کامپیوتر و فناوری اطلاعات با رشته مهندسی فناوری اطلاعات در سال ۱۳۸۲ شروع به کار کرد و بلافاصله رشته علوم کامپیوتر در مقطع کارشناسی ارشد را نیز راه اندازی کرد. در حال حاضر این دانشکده علاوه بر رشته‌های علوم کامپیوتر (مقطع دکتری مستقل و چهار گرایش در مقطع کارشناسی ارشد) و مهندسی فناوری اطلاعات (کارشناسی) در رشتهٔ مهندسی کامپیوتر (کارشناسی) نیز دانشجو دارد.این دانشکده دارای آزمایشگاه‌های ارتباطات بی‌سیم، بیوانفورماتیک، هندسه محاسباتی و روباتیک RoboCG و هوش مصنوعی است.پژوهش در این دانشکده در زمینه‌های الگوریتم های بهینه‌سازی، هندسه محاسباتی، رباتیک یادگیری ماشین، بینایی کامپیوتر، بیوانفورماتیک و ارتباطات بیسیم متمرکز است.

### دانشکده علوم زیستی
دانشکده علوم زیستی، به‌عنوان جوان‌ترین دانشکده در دانشگاه تحصیلات تکمیلی علوم پایه زنجان، در سال ۱۳۸۷ راه‌اندازی شد. دانشکده علوم زیستی دارای آزمایشگاه‌های تحقیقاتی شامل بیوشیمی، بیوفیزیک، کشت باکتری، کشت سلول و بیوانفورماتیک است.

### پژوهشکده‌ها
- پژوهشکده علوم پایه و فناوری‌های نوین
- پژوهشکده تغییر اقلیم و گرمایش زمین

## همکاری بین‌المللی
دانشگاه علوم پایه با دانشگاه‌ها و مراکز تحقیقاتی متعددی از جمله دانشگاه‌های «آخن»، «بن»، «زیگن» و «کایزرسلاترن» آلمان، دانشگاه‌های «اوترخت» و «دلفت» هلند، دانشگاه «هریوت-وات» بریتانیا، «اکول پلی‌تکنیک» فرانسه، دانشگاه‌های «آرکانزاس»، «اوهایو» و «یوتا» ایالات متحده و دانشگاه «توکیو» ژاپن همکاری‌های علمی و پژوهشی داشته‌است.

## رتبه‌بندی و سطح علمی
دانشگاه تحصیلات تکمیلی علوم پایه زنجان به عنوان یک مرکز تحقیقاتی پیشرفته تأسیس شده و از دانشگاه‌های معتبر ایران است. این دانشگاه یکی از ۱۰ دانشگاه جامع برتر کشور است.
همچنین این دانشگاه در پروژه ارتقا ویژه وزارت علوم قرار دارد تا طی سال‌های آینده در جمع ۲۰۰ دانشگاه برتر جهان قرار بگیرد. در سال ۱۳۹۸ در میان دانشگاه‌های کشور دانشگاه تحصیلات تکمیلی علوم پایه با ۹ عضو هیئت علمی در فهرست سرآمدهای علمی ایران، پس از دانشگاه صنعتی شریف با ۱۳ عضو، دارای بیشترین تعداد اساتید سرآمد علمی بوده‌است.
در مورد سطح علمی دانشگاه می‌توان به موارد زیر اشاره کرد:
- رتبه ۸ ام دانشگاه‌های جامع کشور در سال‌های ۱۳۹۵–۱۳۹۴[۲۲][۲۳] و ۱۳۹۵–۱۳۹۶[۲۰][۲۱][۲۶] (رتبه‌بندی ISC)
- رتبه ۱۰ ام دانشگاه‌های جامع کشور در سال ۱۳۹۷–۱۳۹۶[۲۷] (رتبه‌بندی ISC)
- رتبه ۲ ام دانشگاه‌های سرآمد علمی کشور در سال‌های ۱۳۹۵[۲۸] و ۱۳۹۸[۲۵]
- رتبه ۶ ام دانشگاه‌های سرآمد علمی کشور در سال ۱۳۹۷[۲۹]
- معرفی به عنوان مرکز ممتاز ریاضیات منطقه خاورمیانه توسط انجمن ریاضی اروپا (۱۳۹۳)[۳۰]
- قطب علمی فیزیک کشور (۱۳۸۰)[۳]
- رتبه اول کشور در انتشارات علمی بر مبنای تعداد مقالات به تعداد هیئت علمی (۱۳۸۷ و ۱۳۸۵ تا۱۳۸۱)[۳]
- جایزه بانک توسعه اسلامی در علوم و تکنولوژی (۱۳۸۵)[۳]

## جایزه ثبوتی-خواجه‌پور
جایزه ثبوتی-خواجه‌پور جایزه‌ای در حوزه علوم پایه است که به افتخار بنیان‌گذاران دانشگاه تحصیلات تکمیلی علوم پایه نام‌گذاری شده است. این جایزه در بیستمین سالگرد تاسیس دانشگاه، با حمایت برخی از اعضای هیئت علمی و علاقه‌مندان، بنیان نهاده شد تا هر سال به پژوهشگران جوان‌تر از چهل سال که پژوهش آنها در درون ایران به ثمر رسیده و در عرصه بین‌المللی شناخته شده است اعطا شود. ملاک تعیین برنده، برجستگی پژوهش در یکی از شاخه‌های ریاضی، فیزیک، شیمی، علوم زمین، علوم زیستی و یا علوم رایانه و تاثیر عمیق نتایج آن پژوهش در رشته مربوطه است. هر سال کمیته‌ی علمی جایزه تعدادی از صاحب‌نظران در رشته‌های مربوطه را از دانشگاه‌ها و موسسات علمی مختلف کشور به‌ عنوان مشاوران علمی انتخاب می‌کند و این مشاوران پژوهشگران جوانی را به عنوان نامزد دریافت جایزه معرفی می کنند. در صورتی که کمیته علمی جایزه هیچکدام از نامزدها را شایسته‌ی دریافت جایزه نداند، در آن سال جایزه در آن رشته اعطا نمی‌شود.

## چهره‌های برجسته
در میان فارغ التحصیلان و اعضای هیئت علمی (فعلی و سابق) این دانشگاه چهره‌های سرشناسی وجود دارد که می‌توان به موارد زیر اشاره کرد:
- ثبوتی، یوسف: عضو آکادمی علوم جهان سوم، تا کنون- ۱۳۶۶؛ عضو جامعه منجمین آمریکا، تا کنون- ۱۳۴۷؛ مدال طلای یونسکو؛ عضو هیئت مؤسس و هیئت مدیره انجمن فیزیک ایران، ۵۴–۱۳۵۰ و ۷۰–۱۳۶۲؛ رئیس بخش فیزیک دانشگاه شیراز، ۶۰–۱۳۵۸ و ۵۳–۱۳۵۰؛ عضویت شورای همکاری‌های علمی و بین‌المللی وزارت فرهنگ و آموزش عالی، تا کنون-۱۳۷۶؛ مدال پژوهشی- وزارت علوم (۱۳۵۷)؛ عضویت در فرهنگستان علوم جمهوری اسلامی ایران، ۱۳۶۸ تا کنون؛ تجلیل انجمن فیزیک ایران و نام‌گذاری کنفرانس فیزیک سالانه ۱۳۸۱ بنام کنفرانس ثبوتی (۱۳۸۰)؛ چهره ماندگار (۱۳۸۰) و …
- کریمی، بابک :  جایزه دکتر ارشیا آزاد برای تدوین بهترین رساله دکتری در رشته شیمی آلی-سال ۱۳۷۸-انجمن شیمی و مهندسی شیمی ایران, رتبه نخست در اولین جشنواره جوان خوارزمی-سال  ۱۳۷۸،  پژوهشگر نمونه مرکز تحصیلات تکمیلی علوم پایه-زنجان-سال ۱۳۸۰  پژوهشگر نمونه استان زنجان، مرکز تحصیلات تکمیلی علوم پایه-زنجان-سال ۱۳۸۱، پژوهشگر  نمونه وزارت علوم تحقیقات و فناوری- سال ۱۳۸۲-رتبه اول پژوهشهای بنیادی، بورس تحقیقاتی مادام العمر الکساندر فون هومبولدت (Alexander von Humboldt) -بنیاد الکساندر فون هومبولدت-جمهوری فدرال آلمان-از سال 2004 تاکنون دانشمند بین المللی پر استناد، توسط مؤسسه اطلاعات علمی (ISI)، -از سال 2006 تاکنون- موسسه ISI – آمریکا، دانشمند  پيشرو کشورهاي عضو سازمان کنفرانس اسلامی در کتاب Leading Scientists and Engineers of OIC Member States ، کمیته علمی و فناوری سازمان کنفرانس اسلامی (COMSTECH) –از سال 2008 تاکنون شیمیدان  برجسته کشور - سال جهانی شیمی 2011-انجمن شیمی ایران -سال۱۳۹۰ ،  انتخاب بعنوان یکی از فعالان برجسته حوزه نانو فناوری- انجمن نانوفناوری ایران-۱۳۹۱ ، انتخاب بعنوان یکی از سرآمدان علمی کشور، گروه الف، معاونت فناوری ریاست جمهوری اسلامی ایران، از سال ۱۳۹۴ تاکنون، رتبه اول پژوهشهای بنیادی جشنواره بین المللی خوارزمی سال ۱۳۹۶،  جایزه جهانی جورج فورستر، بنیاد الکساندر فون هومبولدت و وزارت دارایی جمهوری فدرال آلمان، سال 2021 ، برگزیده هشتمین سرآمدان علمی کشور از جانب معاون علمی پژوهشی ریاست جمهور
- گلستانیان، رامین:مدیر علمی مؤسسه ماکس پلانک آلمان،[۳۳] جایزه رتبه اول دومین جشنواره جوان خوارزمی، اعطای کرسی فردریک ژولیو، دانشگاه صنعتی فیزیک و شیمی پاریس (۱۳۷۹)؛ جایزه پژوهشگر نمونه سال وزارت علوم، تحقیقات و فناوری (۱۳۸۰)؛ طراحی ساده‌ترین سیستم نانو ماشین شناگر جهان (۱۳۸۰)؛ جایزه انجمن نخبگان ایران (۱۳۸۴)
- توسلی، محمدتقی: جایزه گالیلئو گالیله کمسیون بین‌المللی اپتیک (۱۳۸۹)
- رسولی، سیفالله: جایزه ۲۰۰۹ ICO/ICTP؛ عضو وابسته مرکز بین‌المللی فیزیک نظری تریست ایتالیا (دوره شش ساله)(۱۳۸۹)
- زارعیان، مالک: عضو وابسته مرکز بینالمللی فیزیک نظری تریست ایتالیا (دوره شش ساله)(۱۳۸۷)
- اسعدی، نازیلا: چاپ مقاله در مجله ساینس (۱۳۸۹)

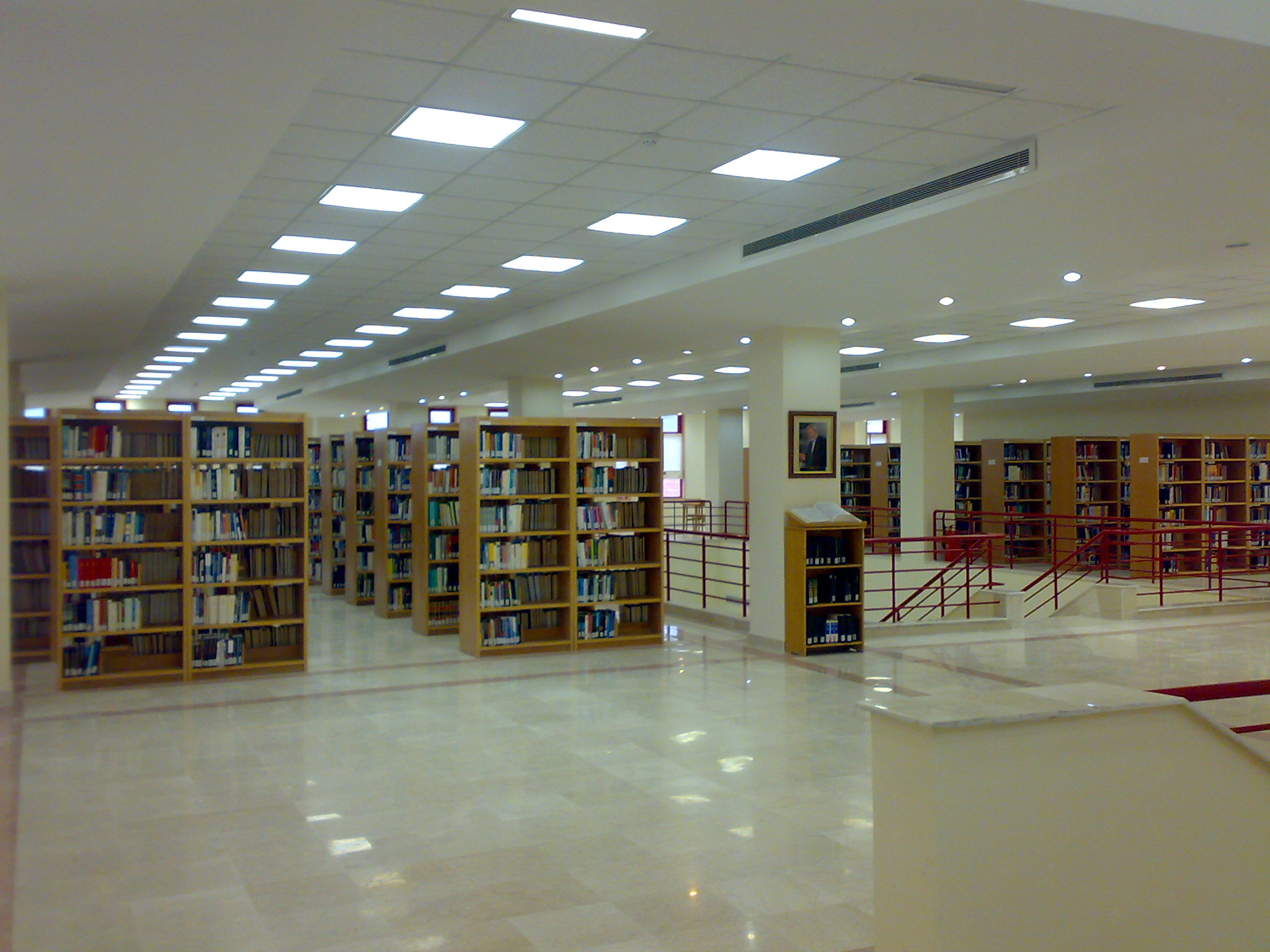
داخل کتابخانه ترکمان دانشگاه تحصیلات تکمیلی علوم پایه زنجان

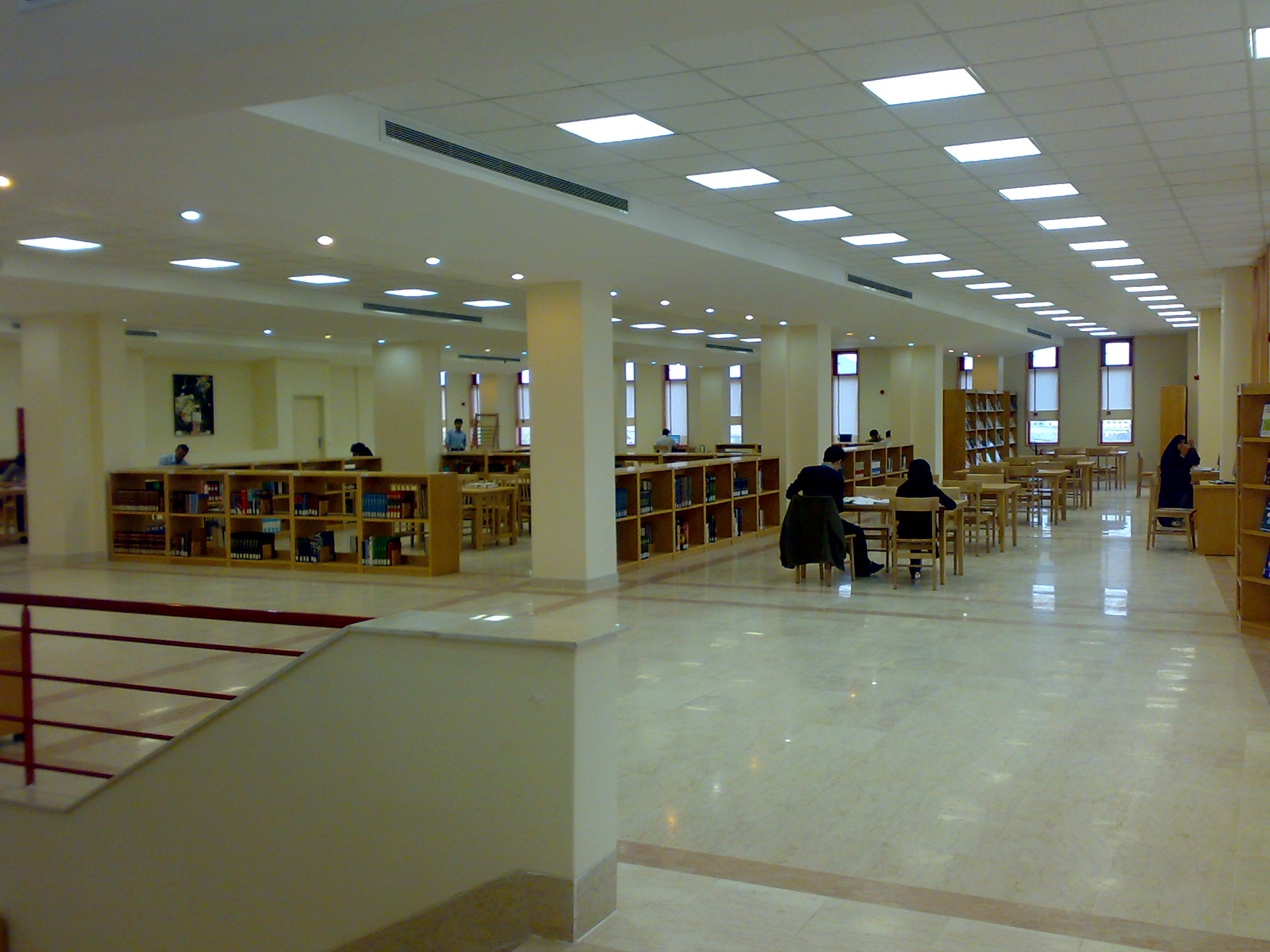
داخل کتابخانه ترکمان دانشگاه تحصیلات تکمیلی علوم پایه زنجان

- خواجه پور، محمدرضا: جایزه کتاب سال (۱۳۷۴)
- محمد، رفیعی: جایزه رتبه اول پژوهشهای بنیادی دهمین جشنواره جوان خوارزمی
- نجف پور، محمد مهدی: جایزه رتبه اول پژوهشهای بنیادی دوازدهمین جشنواره جوان خوارزمی
- خاکیان، مهدی: جایزه رتبه اول پژوهش‌های بنیادی نوزدهمین جشنواره بین‌المللی خوارزمی[۳۴]
- جلالی، میرعباس: جایزه بهترین رسالهٔ دکتری بوتان، انجمن مهندسین مکانیک ایران (۱۳۷۷)
- قربانزاده، علی: جایزه رتبه دوم پژوهشهای بنیادی دوازدهمین جشنواره جوان خوارزمی
- قیوم زاده، علیرضا: جایزه رتبه دوم پژوهش‌های بنیادی یازدهمین جشنواره جوان خوارزمی
- موسوی، حمید: جایزه دکتر عباس ریاضی کرمان (۱۳۸۰)
- مهری، بهمن: چهره ماندگار در علوم ریاضی سال ۱۳۸۱
- نهال، ارشمید: عضو افتخاری انجمن مهندسی اپتیک (۱۳۷۷)؛ جایزه ۲۰۰۱ ICO/ICTP
- کبودین، بابک: انتخاب به عنوان دانشمند بین‌المللی سال ۱۳۹۰ با توجه به مقالات ISI

## مدرسین و پژوهشگران
مرکز دارای یک هسته مدرسین مقیم، متشکل از پژوهشگران فعال است. در هر ترم از تعدادی از استادان میهمان نیز، داخل و خارج کشور، برای تحقیق و تدریس در مرکز، دعوت به عمل می‌آید. از زمان تأسیس مرکز تاکنون استادان و مدرسان زیر برای تدریس و سخنرانی و راهنمای موضوعات رساله، با مرکز همکاری کرده‌اند:

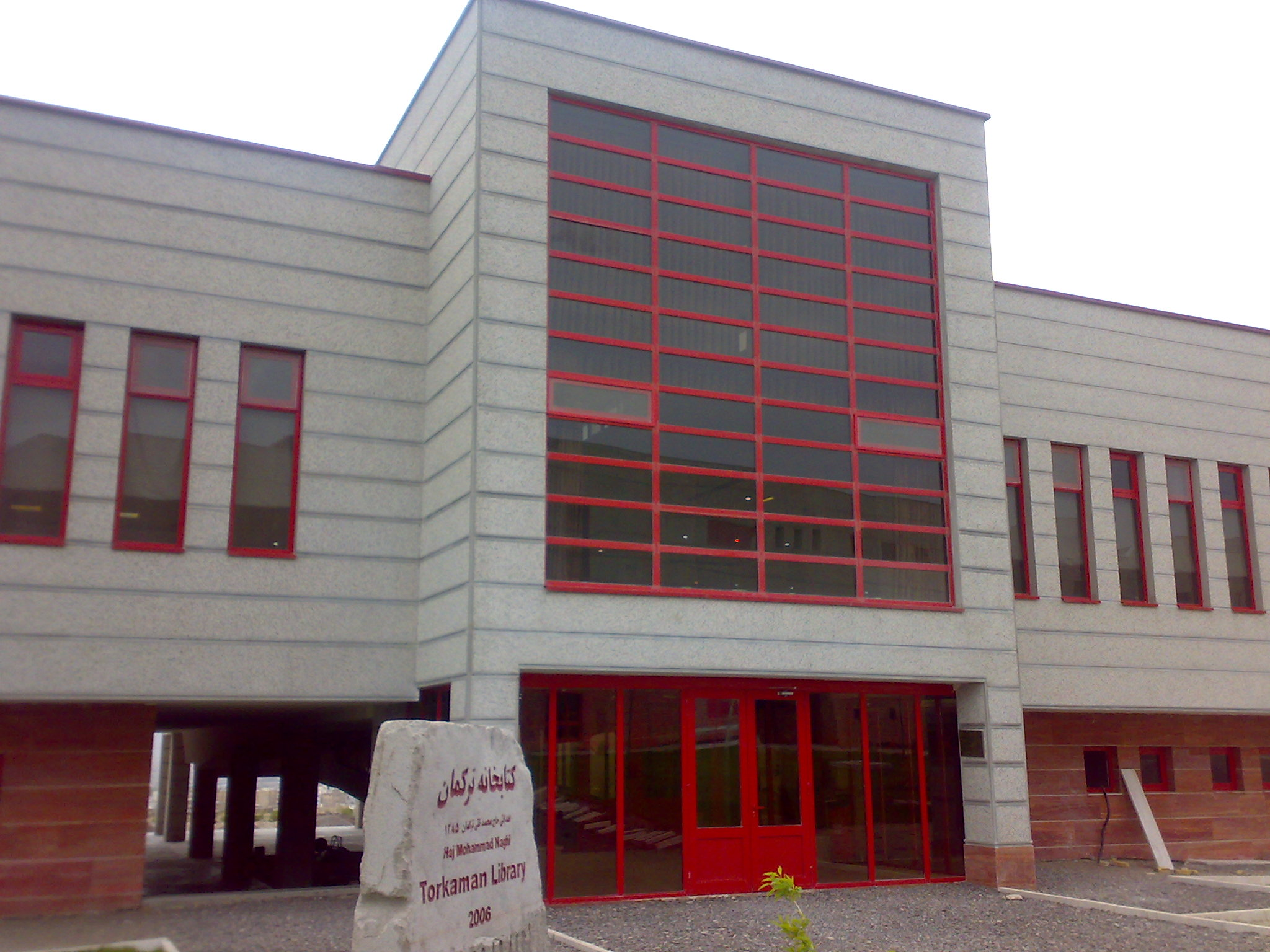
کتابخانه ترکمان؛ دانشگاه تحصیلات تکمیلی علوم پایه زنجان

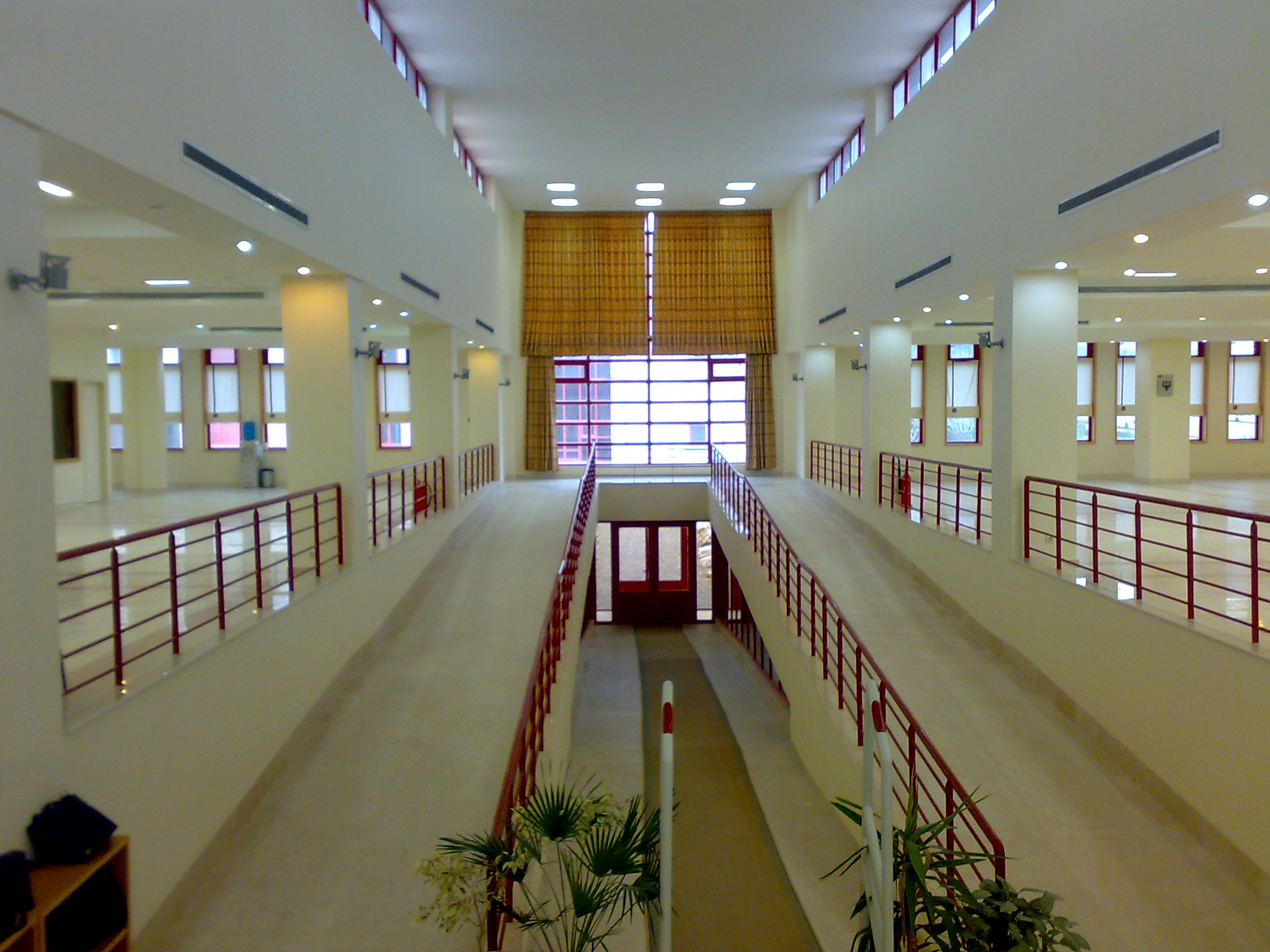
دانشگاه تحصیلات تکمیلی علوم پایه زنجان

### فیزیک
- آزاکوف، سیاوش: مرکز تحصیلات تکمیلی در علوم پایه، زنجان
- بقال شوشتری، غلامحسین: مرکز تحصیلات تکمیلی در علوم پایه، زنجان
- پیغمبریان، ناصر: مرکز تحقیقات اپتیک دانشگاه آریزونا، آمریکا
- توسلی، محمدتقی: دانشگاه تهران؛ مرکز تحصیلات تکمیلی در علوم پایه، زنجان
- ثبوتی، یوسف: مرکز تحصیلات تکمیلی در علوم پایه، زنجان (بنیانگذار و رئیس نخست مرکز)
- خواجه پور، محمدرضا: مرکز تحصیلات تکمیلی در علوم پایه، زنجان
- رضوی، محسن: انستیتوی فیزیک نظری دانشگاه آلبرتا، کانادا
- رنجبر دائمی، سیف الله: مرکز بین‌المللی فیزیک نظری آمریکا
- کاردر، مهران: انستیتوی تکنولوژی ماساچوست آمریکا
- مسعودالعالم، ابوالقاسم: مرکز تحصیلات تکمیلی در علوم پایه، زنجان
- مشحون، بهرام: دانشکده فیزیک دانشگاه میسوری آمریکا
- منصوری، رضا: دانشگاه صنعتی شریف تهران؛ مرکز تحصیلات تکمیلی در علوم پایه، زنجان
- ناراسیمان، مودومبای: مرکز بینالمللی فیزیک نظری، ایتالیا

### ریاضی
- جمالی، علیرضا: دانشگاه تربیت معلم، تهران
- خداوردیان، اوگانس: دانشگاه ایروان، ارمنستان
- رجوی، حیدر: دانشکده ریاضی، دانشگاه دالهاوزی، کانادا
- صدیقی، کریم: دانشگاه شیراز، شیراز
- محمودیان، عبدالله: دانشگاه صنعتی شریف، تهران؛ مرکز تحصیلات تکمیلی در علوم پایه، زنجان
- مهری، بهمن: دانشگاه صنعتی شریف، تهران

### شیمی
- کریمی، بابک: مرکز تحصیلات تکمیلی در علوم پایه، زنجان
- نقی زاده، جمشید: دانشگاه کالیفرنیا، سان فرانسیسکو، آمریکا
- یلپانی، مجید: مرکز تحصیلات تکمیلی در علوم پایه، زنجان
- کبودین، بابک: مرکز تحصیلات تکمیلی در علوم پایه، زنجان
- حقیقی، بهزاد: مرکز تحصیلات تکمیلی در علوم پایه، زنجان
- عبداللهی، حمید: مرکز تحصیلات تکمیلی در علوم پایه، زنجان